# 御差
御差（おさし）とは、天皇に近侍する女官の1つ。命婦・女蔵人とともに御下と呼ばれる女官の最下層に属し、その中でも最も下位にあった。
天皇が便所に入る際に随行し、また侍医による拝診を受ける際には導引を掌った。御下は天皇と直接口を訊くことは出来なかったが、御差の職掌は天皇の健康管理とも関わるために例外的に天皇の言葉に直接答える事が許されていた。また、皇子女の行啓や天皇との対面の際には皇子女の介添役を務めた。
定員は1名で必要に応じて別途に御差代が設置される場合もあった。諸大夫・坊官・四位の娘が任じられることとされているが、実際の補任例ではその中でも三位に昇り得る家から出されていた。また、女蔵人はより上位の命婦に昇進する例があったが、御差はそれ以上の官に昇ることはなく、仕えている天皇が崩御すると剃髪するか御所を退いた（譲位の場合には、上皇となった前天皇に仕えるために仙洞御所に移る）。